# Martha Ringier
Martha Ringier (* 22. Juni 1874 in Lenzburg; † 21. Januar 1967 in Basel) war eine Schweizer Schriftstellerin in der Aargauer Mundart.

## Leben

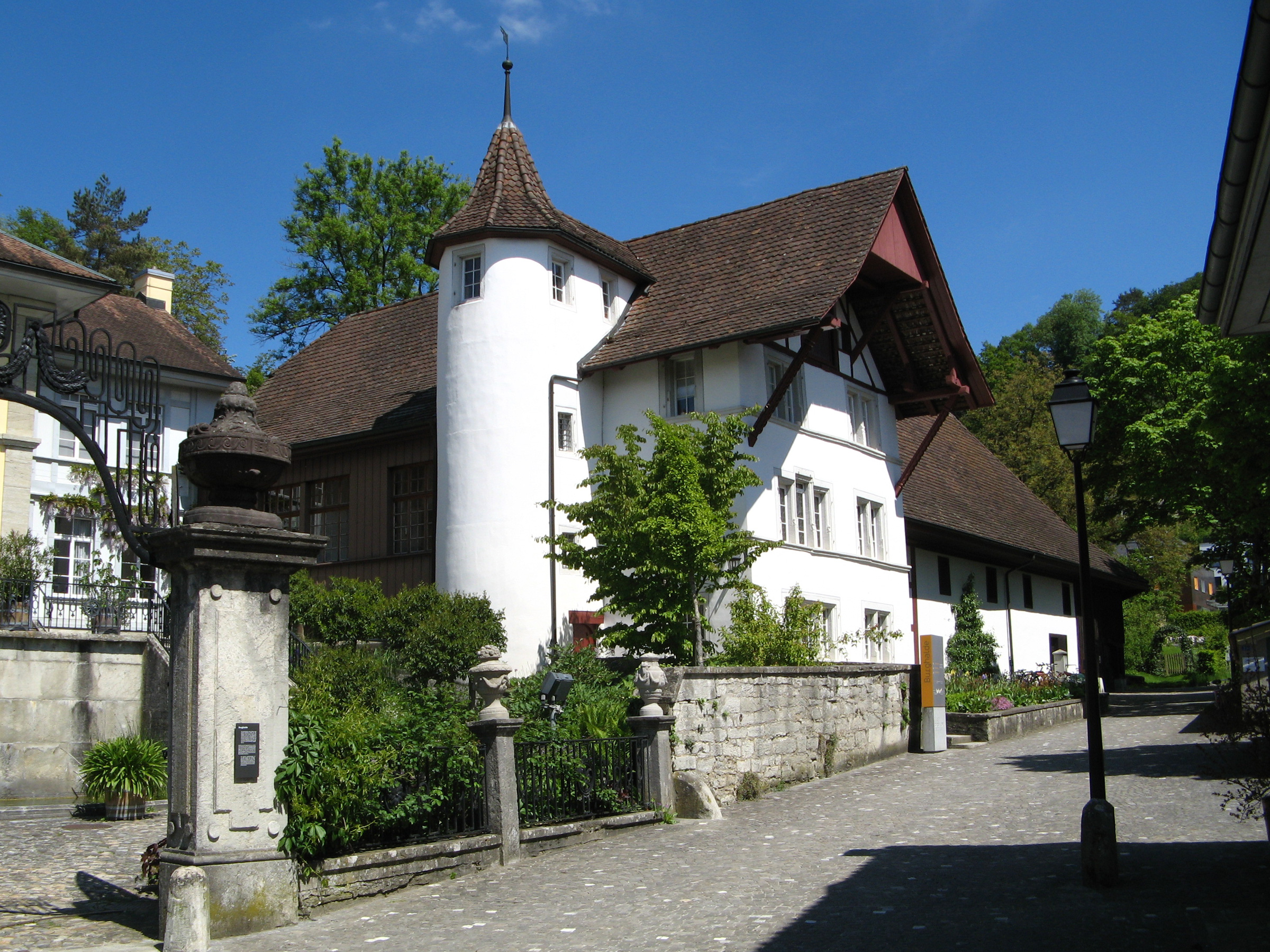
Alte Burghalde in Lenzburg (2013)

### Familie
Martha Ringier war die Tochter des Seifenfabrikanten und Bezirksrichters Rudolf Ringier (* 1830; † 17. Dezember 1873) und dessen Ehefrau Wilhelmine Josephine Elisabeth (geb. Bregenzer) († 1874); sie hatte noch zwei Geschwister.
Nach dem frühen Tod ihrer Eltern – ihre Mutter starb bei ihrer Geburt – kam sie mit ihren Geschwistern in die Familie ihrer Tante, der Schriftstellerin Fanny Oschwald. Sie wuchs in der Burghalde in Lenzburg (heute Museum Burghalde Lenzburg) auf und zog 1895 mit ihrer Pflegefamilie nach Basel; später wohnte sie in der St. Alban-Anlage 65 in Basel.
Sie blieb zeit ihres Lebens unverheiratet.
Ihr Nachlass befindet sich im Staatsarchiv Aargau.

### Werdegang
Martha Ringier hielt sich zur Weiterbildung in Weimar und Genf auf, bevor sie mit ihrer Pflegefamilie nach Basel zog.
Sie wurde 1918 Mitredaktorin, neben Ida Frohnmeyer, der monatlichen Familienzeitschrift Die Garbe, die von Rudolf von Tavel herausgegeben und von Friedrich Reinhardt verlegt wurde. Weiterhin war sie auch Redaktorin des Jahrbuchs Die Ernte in Basel; dazu betreute sie für mehrere Jahrzehnte den Schweizerischen Tierschutzkalender und die Reihe Gute Schriften.
Sie war mit dem zehn Jahre älteren Frank Wedekind, der in Lenzburg ihr Nachbar war, sowie mit Lisa Wenger, Cecile Ines Loos, Albert Fischli (1882–1947), Josef Reinhart und Paul Böhringer befreundet.

### Schriftstellerisches und gesellschaftliches Wirken
Martha Ringier schrieb Gedichte und Erzählungen für Kinder und Erwachsene in Mundart und Hochdeutsch sowie Dialektbühnenstücke und Tiergeschichten und erhielt damit einen grossen Bekanntheitsgrad. Ihre Stücke wurden auch als Hörspiel im Radio gesendet.; sie las aber auch selbst aus ihren eigenen Werken.
Sie schrieb Beiträge in der Heftreihe Schwyzer Dütsch, im Schweizer Heimkalender, der Krähenkalender, in den Aarauer Neujahrsblättern, dem Schweizerischen Frauenkalender und in den Schweizerischen Jugendblättern.
In den Wintern 1923/1924 und 1924/1925 vermietete sie in Basel in der Lothringerstr. 7 in Basel eine Wohnung an Hermann Hesse, der dort seine Arbeit am Der Steppenwolf begann und dem sie in einer seiner tiefsten Lebenskrisen weiterhalf. Im Mai 1925 teilte er ihr schriftlich mit, ich habe mein Leben lang die Unabhängigkeit gesucht und habe sie nun so gründlich, daß ich daran ersticke und kündigte dann an, dass er sich an seinem fünfzigsten Geburtstag aufhängen werde.
Sie war seit 1935 bis zu seinem Tod 1938 die mütterliche Freundin des Schriftstellers Friedrich Glauser (siehe auch Friedrich Glauser#Martha Ringier); er nannte sie Maman Marthe. Er stellte sie verschiedentlich in seinen Romanen dar, so unter anderem in Der Chinese. Durch ihre Kontakte in die Verlagswelt war sie in der Lage, ihm Kontakte, unter anderem zu Max Ras, Gründer und Redaktor des Schweizerischen Beobachters, zu vermitteln und ihn zu fördern. Aus dem intensiven Briefaustausch zwischen ihnen sind 99 Briefe überliefert.
Sie setzte sich auch für die Kinderhilfe des Schweizerischen Roten Kreuzes während des Zweiten Weltkriegs ein.

## Mitgliedschaften
Martha Ringier wurde 1861 Ehrenmitglied des Schweizerischen Tierschutzverbandes.

## Ehrungen und Auszeichnungen
In Lenzburg wurde die Martha-Ringier-Strasse nach der Schriftstellerin benannt.

## Schriften (Auswahl)
- Friedrich von Känel. In: Oberländer Tagblatt vom 22. April 1913, S. 2 (Digitalisat in e-npa.ch) und Friedrich von Känel (Schluss). In: Oberländer Tagblatt vom 23. April 1913, S. 2 (Digitalisat).
- Friedrich von Känel, der gehörlose Schriftsteller. In: Schweizerische Taubstummen-Zeitung, Band 7 (1913), S. 67–70 (Digitalisat in E-Periodica).
- ’S Nohewiseli und sini Lüt. In: Am häuslichen Herd, Band 20 (1916–1917), S. 258–270 (Digitalisat).
- Noch em Gottefahri: Erzählung. In: Am häuslichen Herd, Band 22 (1918–1919), S. 127–135 (Digitalisat).
- Haerzchaeber und Sorgechind: Aargauergschichtli. Art. Institut Orell Füssli, Zürich 1924.
- Der Gotte ihres Hölgelialbum. 1924.
- Zwee faux pas. 1925.
- Nei, was isch au settigs? Dialektschwank in einem Akt. 1925.
- E schweri Stund: ein ernstes Spiel in einem Akt. 1926.
- Der Katzenraffael. Aus dem Leben des Katzenmalers Gottfried Mind. Verlag Sauerländer, Aarau 1927.
- Eusi liebe Tierli. Polygraphischer Verlag, Zürich 1926.
- Der Kranz. In: Lenzburger Neujahrsblätter, Band 3 (1932), S. 4–11 (Digitalisat).
- My erscht Schatz. In: Lenzburger Neujahrsblätter, Band 4 (1933), S. 4–11 (Digitalisat).
- Das erste Wort. In: Am häuslichen Herd, Band 38 (1934–1935), S. 136–140 (Digitalisat).
- Das Schwesterlein. In: Am häuslichen Herd, Band 39 (1935–1936), S. 135–139 (Digitalisat).
- E Räubergschicht usem Steibrüchli. In: Lenzburger Neujahrsblätter, Band 7 (1936), S. 49–54 (Digitalisat).
- Das Weihnachtsbäumchen. In: Am häuslichen Herd, Band 40 (1936–1937), S. 142–144 (Digitalisat).
- Dem Herr Hinderma sy Festred. 1937.
- Hans Christian Andersen. In: Am häuslichen Herd, Band 43 (1939–1940), S. 320–326 (Digitalisat).
- Erinnerungen an Verner von Heidenstam. In: Der kleine Bund vom 1. Dezember 1940, S. 378–380 (Digitalisat).
- Simba und andere Geschichten. Zürich: Schweizerisches Jugendschriftenwerk, 1941.
- Fanny Oschwald-Ringier: 1840-1918. In: Lenzburger Neujahrsblätter, Band 13 (1942), S. 4–26. (Digitalisat).
- Der Weihnachtsabend. Basel: Gaiser und Haldimann, 1942.
- Die Bittstellerinnen. Basel: Gaiser und Haldimann, 1942.
- Odette erlebt Weihnachten. Basel: Gaiser und Haldimann, 1942.
- Die Krippe. Basel: Gaiser und Haldimann, 1942.
- Der Sameli. Basel: Gaiser und Haldimann, 1942.
- Heimgefunden. Basel: Gaiser und Haldimann, 1942.
- Wer ist der Dümmste? Nach einem Märchen von Hans Christian Andersen – zur Aufführung als Laienspiele für die reifere Jugend. Verlag Sauerländer, Aarau 1946.
- Die tapfere Kadra, und andere Tiergeschichten. Schweizerisches Jugendschriftenwerk, Zürich 1946.
- Marietta Beltramini. In: Lenzburger Neujahrsblätter, Band 22. 1951. S. 8–12 (Digitalisat).
- Der Schweinehirt. Nach einem Märchen von Hans Christian Andersen – zur Aufführung als Laienspiele für die reifere Jugend. 1952.
- Ein Gedenkblatt für Walther Oschwald (1864–1950), nebst einigen Briefen an seine Mutter. In: Lenzburger Neujahrsblätter, Band 24 (1953), S. 83–89 (Digitalisat).
- Persönliche Erinnerungen an Marie Hämmerli: alt Lehrerin. In: Lenzburger Neujahrsblätter, Band 26 (1955), S. 67–69 (Digitalisat).
- Teneko, der Samojede; der Bär. Schweizerisches Jugendschriftenwerk, Zürich 1955.
- Als Fanny Oschwald-Ringier das Katharinenstift besuchte. In: Lenzburger Neujahrsblätter, Band 28 (1957), S. 33–34 (Digitalisat).
- Eine Liebesgeschichte. In: Lenzburger Neujahrsblätter, Band 29 (1958), S. 14–18 (Digitalisat).
- Für dich und mich. Brunnen-Verlag, Basel 1959.[20]
- De Jugedfeschtfranke. 1959.
- 100 Sprüche. In: Lenzburger Neujahrsblätter, Band 30 (1959), S. 44–51 (Digitalisat).
- Hansjokeb: eine Hexengeschichte. In: Lenzburger Neujahrsblätter, Band 33 (1962), S. 48–50 (Digitalisat).
- ’s Marie: eine Erzählung. In: Lenzburger Neujahrsblätter, Band 38 (1967), S. 38–50 (Digitalisat).
- Die grüne Stube in der Burghalde und Tragt Freude in des Nächsten Haus. In: Lenzburger Neujahrsblätter, Band 44 (1973), S. 13–18 (Digitalisat).